# Colt Open Top Pocket .22 Revolver

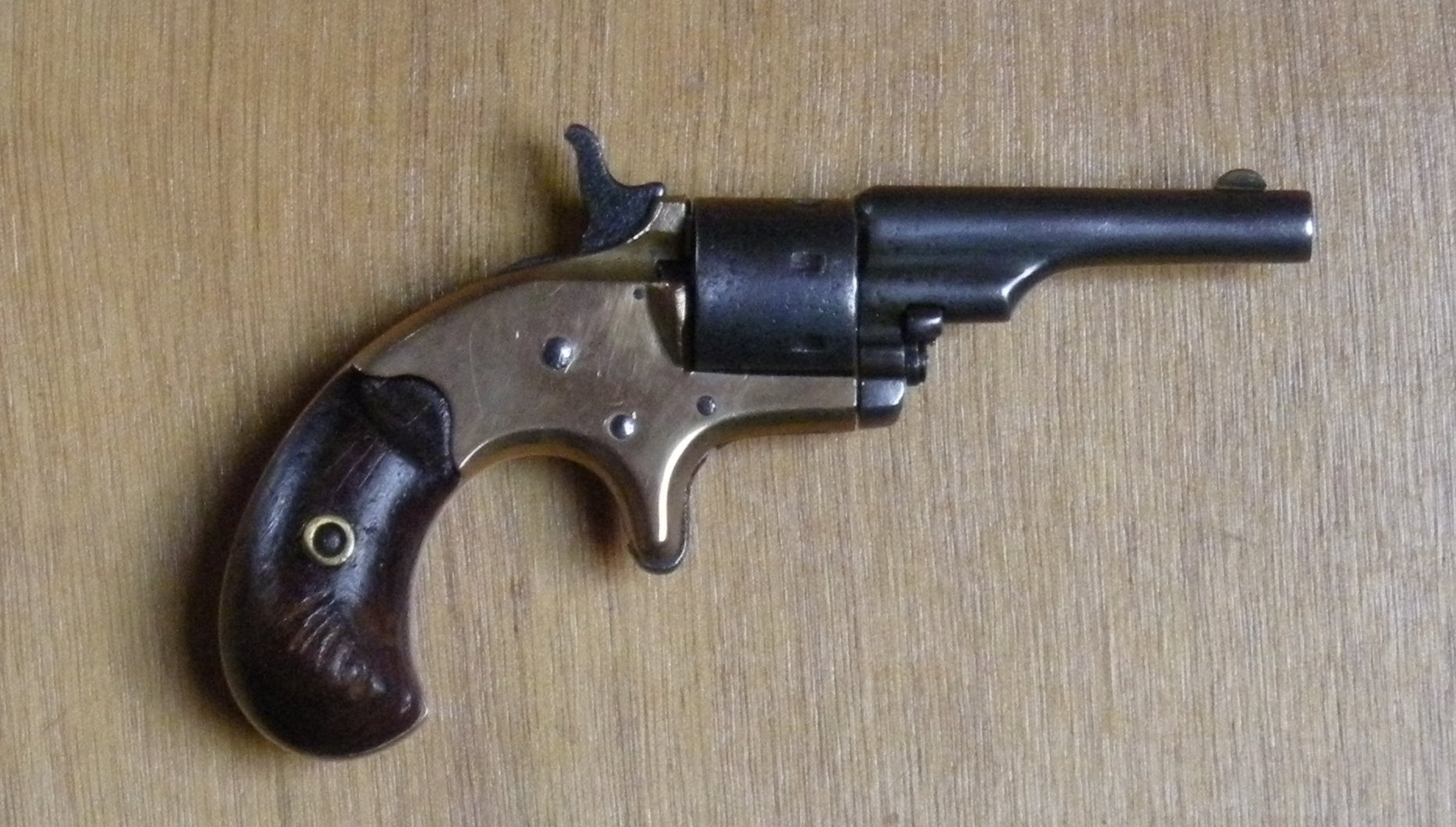
Colt Open Top .22

Der Colt Open Top Pocket .22 Revolver war der erste, ab 1871 von der Colt’s Patent Fire Arms Mfg. Co. hergestellte kleinkalibrige Patronenrevolver. Er wurde von Colt auf dem Markt gebracht, um den zahlreichen billigen „Suicide Special“- Revolvern mit einem Produkt höherer Qualität Konkurrenz zu bieten. Vom Colt Open Top .22 wurden bis Ende 1877 114.200 Exemplare hergestellt. Parallel dazu kam ab 1873 eine Weiterentwicklung, der „New Line .22 Caliber Revolver“ auf den Markt.

## Geschichte
Nach dem Ablauf des Rollin-White-Patents im April 1869, welches verbot Revolver mit zylindrisch durchgebohrter Trommel auf den Markt zu bringen, begannen bei Colt die Ingenieure William Mason und Charles Richards mit der Entwicklung diverser Patronenrevolver. Einer der ersten auf den Markt war der kleine Open Top Revolver im Kaliber .22. Später kamen der großkalibrige Colt Open Top .44, der Colt House/Cloverleaf, die diversen Colt-New-Line-Taschenrevolver und 1873 der von Mason entwickelte Colt Single Action Army dazu.

## Technik
Das Open Top Pocket Model verschoss die damaligen .22-kurz- und .22-lang-Schwarzpulverpatronen, die Trommel fasst 7 Schuss. Die ersten 1871 hergestellten Exemplare haben rechts neben dem Lauf liegende Hülsenauswerfer, sie waren serienmäßig in Lauflängen von 6 cm (2 3/8 Zoll) und 7,3 cm (2 7/8 Zoll) erhältlich. Die zweite, spätere Variante war einzig mit dem kürzeren Lauf und ohne Auswerfer erhältlich. Rechts hinter der Trommel befindet sich die Ladeöffnung. Eine Ladeklappe ist nicht notwendig, da der Rahmen in Schussstellung der Trommel den Rand der Patrone abdeckt. Das Gehäuse ist aus Bronze, der Lauf aus Stahl, die Waffen waren komplett vernickelt oder mit brüniertem Lauf erhältlich.

## Produktion
- Herstellung: 1871–1877
- Gesamtproduktion: 114.200
- Produktion erstes Modell mit Auswerfer: 3000–3500
- Verkaufspreis: Anfangs $8, gegen Ende der Produktion $4.50.